# 閉鎖
| ウィキペディアには「閉鎖」という見出しの百科事典記事はありません（タイトルに「閉鎖」を含むページの一覧/「閉鎖」で始まるページの一覧）。 代わりにウィクショナリーのページ「閉鎖」が役に立つかもしれません。 |